# Richardsonobdella lineatae
Richardsonobdella lineatae is een ringworm uit de familie van de Piscicolidae. De wetenschappelijke naam van de soort is voor het eerst geldig gepubliceerd in 1989 door Burreson & Dybdahl.